# Berzsenyi Dániel Gimnázium (Budapest)
A Berzsenyi Dániel Gimnázium egy budapesti középiskola, melyet Magyarország elit iskolái között tartanak számon: a HVG 2021-es rangsora alapján az ország 17. legjobb középiskolája. Budapest XIII. kerületében található a Kárpát utca 49–53. alatt. 2008-ban elnyerte az Oktatási és Kulturális Minisztérium által adományozott „Tehetséggondozó iskola” címet.

## Története
1941-ben olvadt össze az a két patinás gimnázium, amelyek addig külön-külön is meghatározó szereplői voltak a magyar s ezen belül a fővárosi közoktatásnak:
- A Berzsenyi Dániel Gimnázium egyik elődjét, Budapest első állami gimnáziumát, a Pesti császári és királyi katolikus főgimnáziumot (ma: Markó utca 29–31. – Budapesti Gazdasági Egyetem központi épülete) 1858-ban alapították.
- A másik intézmény története 1872-re nyúlik vissza: ekkor alapították a későbbi Bolyai Gimnáziumot, a főváros 9. középiskoláját Budapest-Terézvárosi Állami Főreáltanoda (ma: V. Markó utca 18–20. – Xántus János Két Tanítási Nyelvű Gimnázium) néven.

A főgimnáziumban 1858-as alapítási évében német nyelven indult meg az oktatás, majd két év múltán magyar tannyelvűvé vált az intézmény. Az addig különböző helyeken működő iskola 1876-ban önálló épületet kapott: felavatták a Markó utca 29–31. szám alatti épületet, amely 1952-ig volt a gimnázium otthona. A főreáliskola néhány év hányattatás után 1883-ban szintén önálló épületet kapott a Markó utca 18–20. alatt, szemben a főgimnáziummal. Ekkor kezdődött a két szomszédvár nemes versengése, amely végül 1941-ben az iskolák összevonásával végződött.
A Berzsenyi Dániel Gimnáziumban 1858 és 1949 között, tehát közel száz esztendőn keresztül nyolc évfolyamos gimnáziumi oktatás folyt. A város és az oktatási igények dinamikus növekedése miatt 1898-ban tagintézményt hoz létre a Terézvárosban, mely 1899-től önállósodik VI. kerületi Főgimnázium (ma: Kölcsey Ferenc Gimnázium) néven.
1952-ben a Fővárosi Tanács VB utasítására a gimnáziumnak el kellett hagynia a Markó utcai épületet, hátrahagyva az országos jelentőségű értékkel bíró könyvtárát, kiválóan felszerelt szertárait.
A folytatás némi kitérő után a Huba utcai társbérletben folyt 1986-ig, ekkor kapta az iskola a jelenlegi önálló épületet.
1997-től 2015-ig Somogyi László volt a gimnázium igazgatója. 2015 augusztusában vált ismertté, hogy két évvel megbízatásának lejárta előtt lemondott, és külföldre ment tanítani.

## Tagozatok
A gimnáziumnak van humán (négyosztályos), természettudományos (négyosztályos), speciális matematika- (hatosztályos), illetve nyelvi tagozata (négyosztályos).

### Klasszikus humán tantervű tagozat (a)
A humán tagozat tanulói emelt óraszámban tanulják a magyar nyelvet, a történelmet, a latin nyelvet, illetve a második idegen nyelvet. Latin nyelvet kilencedikben 4, tizedikben 2, tizenegyedikben és tizenkettedikben 3 órában tanulnak; magyarnyelv-órájuk kilencedikben és tizedikben 5, tizenegyedikben 6, tizenkettedikben 7 van; történelemórájuk kilencedikben 4, tizedikben 3, tizenegyedikben szintén 4, tizenkettedikben 6 van. Ének-zene és rajz- és vizuális kultúra óra e tagozaton csak két évig van, filozófiaóra pedig csak tizenkettedikben.
Sok tagozatos programjuk van, például tizedik osztályban a tanulók úgynevezett „mestermunkát” készítenek, és ebben az évben szokás a székelyzsombori kirándulás is, melynek alkalmával a tanulók Székelyzsomborban (Románia, erdélyi, főként magyarlakta falu) laknak, a családoknál vannak elszállásolva, és részt vesznek a falu életében.

### Komplex természettudományos tagozat (b)

#### Fizikatagozat
Az osztály ezen fele emelt szinten tanulja a fizikát (kilencedikben heti 3 órán, amely évente eggyel emelkedik, de tizenkettedikben 5 marad), amely névadója is a tagozatnak; a matematikát (heti 6, 4, 4, majd ismét 6 órán), illetve az informatikát (3 évig heti 2-2-2 órában).

#### Biológia–kémia tagozat
Emelt óraszámban, emelt szinten tanulják a biológiát (3-3, majd 4-4 órán) és a kémiát (első évben 4, aztán 3 órában hetente). A fizika három évig nincs több órában, mint a humán és nyelvi tagozaton, de tizenkettedikben is folyik az oktatása, heti 2 órában. Évente elmennek egy kirándulásra, amelyet Bés kirándulásnak neveznek. 10. osztályban, mint minden tagozat, 2 nyelvet tanulnak. Éneket és rajzot csak a 9. és 11. osztályban tanulnak.

### Speciális matematikatagozat (c)
A matematikatagozat hatosztályos (nyolcadik után is lehet csatlakozni, de csak néhány diáknak). Az itt tanuló diákoknak hetente hét matematikaórájuk van. Az osztályok csoportbontásban tanulják a matematikát, az angolt, illetve a második idegen nyelvet. A matematikacsoportokba matematikai, az angolcsoportokba angoltudás alapján vannak a diákok beosztva. Minden matematikacsoporttal két tanár foglalkozik, egyikük heti három, másikuk heti négy órában.
A tananyag spirális felépítésű. A nagy témák (például algebra, geometria, függvények, számelmélet) minden évben előkerülnek, folyamatosan egyre magasabb szinten, a korábbi évek anyagára építkezve. Vannak kisebb témák is (például valószínűségszámítás, statisztika, algoritmusok, játékelmélet); ezek tárgyalása akkor történik, amikor a szükséges matematikai eszközök már rendelkezésre állnak.
A tagozatos tanterv részletei megismerhetők a gimnázium matematika munkaközösségének honlapján.

### Nyelvi tagozat (d)
A nyelvi tagozat négyosztályos. Minden évben megközelítőleg 34 diákot vesznek fel, akik a második idegen nyelvet emelt óraszámban (heti 6 óra), emelt szinten tanulják. Emellett angolt is tanulnak (első idegen nyelv) heti 4 órában. Mindkét nyelv oktatása csoportbontásban történik.
Nyelvi tagozatos osztályaikban van francia–angol, német–angol és olasz–angol speciális tantervű osztály emelt óraszámmal.

## A gimnázium híres diákjai
- Bálint György
- Babarczy Eszter
- Bánki Donát
- Beke Manó
- Carelli Gábor
- Chrudinák Alajos
- Darvas Gábor
- Eörsi István
- Eörsi János
- Gábor Dénes
- Gelley Kornél
- Grossmann Marcell
- Gulyás Márton
- Hajós Alfréd
- Hais Dorottya
- Heltai András
- Heltai Jenő
- Hegedüs Géza
- Hernádi Judit
- Jacobi Viktor
- Juhász Illés
- Karczag György
- Karinthy Frigyes
- Károlyi Mihály
- Kemény János
- Klein György
- Komlós Aladár
- Koncz Zsuzsa
- Kun Bálint
- André Kosztolányi[4]
- Tom Lantos
- Tordai Bence
- Melles Károly
- Mérő László
- Németh Gábor (író)
- Pártos Géza
- Polgár László
- Pólya György
- Popper Péter
- Radnóti Miklós
- Rados Gusztáv
- Sárközi György
- Sebők Zsigmond
- Soros György
- Spiró György
- Szabados Jenő
- Szabolcsi Bence
- Szamosi Zsófia
- Szanyi Tibor
- Szepesi György
- Szőnyi István
- Tardos Gábor
- Vas István
- Zerkovitz Béla
- Zollman Péter

## A gimnázium híres oktatói
- Ábel Jenő, görög–latin (1879–1884)
- Ady Lajos, magyar–latin (1909–1918)
- Benedek Marcell, magyar, német, görög (1908–1919)
- Fried Ilona, olasz (1976–1982)
- Gaál Mózes, magyar (1898–1899)
- Honyek Gyula, fizika (2016–)[5]
- Kardos Tibor, olasz–latin (1933–1946)
- Rómer Flóris, természetrajz, igazgató (1861–1866)
- Urbán János, matematika (1981–2012)[6]

## A Berzsenyi Dániel-díj
A Berzsenyi Dániel-díj a Berzsenyi Dániel Gimnázium díja, amit ballagáskor adnak át a díjazottaknak.

### Feltételei
- Kiváló tanulmányi eredmény
- Az osztály és az iskola közösségéért vállalt tevékenységéért
- Iskolai pályázatokon elért kiemelkedő eredmény
- OKTV-n való eredményes szerepléséért
- Példamutató szorgalom

## Rangsor
|     | 2020 | 2021 | 2022 | 2023 |
| --- | ---- | ---- | ---- | ---- |
| HVG |      |      | 20   |      |